# پیتر آندریاس هانسن
پیتر آندریاس هانسن (انگلیسی: Peter Andreas Hansen; ۸ دسامبر ۱۷۹۵ – ۲۸ مارس ۱۸۷۴) دانشمند در زمینه اخترشناسی اهل آلمان بود.
وی همچنین برندهٔ جوایزی همچون مدال کاپلی و مدال طلائی انجمن سلطنتی اختر شناسان شده‌است.